# Condado de Bourbon (Kentucky)
O Condado de Bourbon é um dos 120 condados do estado americano de Kentucky. A sede do condado é Paris, e sua maior cidade é Paris. O condado possui uma área de 755 km² (dos quais 1 km² estão cobertos por água), uma população de 19 360 habitantes, e uma densidade populacional de 26 hab/km² (segundo o censo nacional de 2000). O condado foi fundado em 1785.